# Briggs Carriage Company
Die Briggs Carriage Company (BCC) war ein Hersteller von Straßenbahnfahrzeugen in Amesbury im Bundesstaat Massachusetts der Vereinigten Staaten, der von 1866 bis zum Beginn des 20. Jahrhunderts am Markt tätig war. 2017 wurden zwei der vier Gebäude (14 und 20 Cedar Street) am ehemaligen Firmensitz in das National Register of Historic Places eingetragen.

## Geschichte
Bei ihrer Gründung durch Richard F. Briggs im Jahr 1866 stellte die Briggs Carriage Company zunächst Pferdewagen her, bis die Produktion 1890 auf Straßenbahnwagen umgestellt wurde. Zu dieser Zeit verfügte die Fabrik über eine Produktionsfläche von rund 67 mal 18 m, die auf zwei mit einem Aufzug verbundene Etagen verteilt war. Der erste Auftrag über vier offene Wagen mit jeweils acht Sitzbänken kam von der Manchester Street Railway aus New Hampshire.
Nachdem Richard Briggs begonnen hatte, Werbeanzeigen in Handelsmagazinen zu schalten, erhielt die BCC eine Vielzahl von Aufträgen und fertigte für unterschiedliche Kunden sowohl offene als auch geschlossene Fahrzeuge, die ab dem Ende des 19. Jahrhunderts auch elektrifiziert ausgeliefert wurden. Zu den Auftraggebern zählten Straßenbahnunternehmen aus Massachusetts und anderen Bundesstaaten wie Maine, Rhode Island, New York, Connecticut und Pennsylvania, aber auch aus kanadischen Regionen wie Manitoba und British Columbia sowie aus Montreal.
Die beiden größten Aufträge ihrer Firmengeschichte erhielt die BCC im Jahr 1899 von zwei Unternehmen, die später in der Brooklyn Rapid Transit Company aufgingen: Die Brooklyn City Railroad bestellte 25 offene Wagen mit jeweils 13 Sitzbänken, wohingegen die Nassau Electric Railroad 50 Wagen gleichen Typs sowie weitere 25 geschlossene Wagen in Auftrag gab.
1896 erhielt die New Yorker Duplex Car Company das Patent für Straßenbahnen, die je nach Wetterlage von einem offenen zu einem geschlossenen Aufbau umgerüstet werden konnten. Damit war es für die Betreiber nicht mehr erforderlich, Wagen nur für bestimmte Saisons vorzuhalten. Da die Duplex Car Company nicht über eigene Produktionsstätten verfügte, ließ sie die Wagen im Auftrag unter anderem bei der BCC fertigen. Der erste dieser neuartigen Wagen wurde von der BCC 1898 an die Concord Street Railway ausgeliefert.
Neben den normalen Aufträgen fertigte die BCC auch Luxusausführungen ihrer Fahrzeuge an, die mit den eisenbahntypischen Salonwagen vergleichbar waren. Der erste Wagen dieses Typs war der rund 9 m lange City of Manchester, der am 13. August 1897 an die Manchester Street Railway ausgeliefert wurde. Er verfügte über zwei offene Plattformen und ein geschlossenes Mittelteil sowie über ein Monitordach. Die aus Schmiedeeisen angefertigten Geländer an den Plattformen waren reich mit Ornamenten verziert, während im geschlossenen Bereich des Wagens Materialien wie Mahagoni- und Eichenholz zum Einsatz kamen. Die aus Flechtwerk und Leder bestehenden Stühle konnten auf einem dicken Teppich frei platziert werden. Der Wagen wurde aufgrund seiner Ausstattung und äußeren Erscheinung auch als „viktorianischer Salon auf Rädern“ bezeichnet.
Der Wagen diente vorwiegend dem Präsidenten der Straßenbahngesellschaft als repräsentatives Fortbewegungsmittel, konnte aber auch gegen eine Tagesgebühr von 5 US-Dollar (heute ca. 169 Dollar) von Privatleuten angemietet werden. Heute befindet sich der Wagen im Seashore Trolley Museum in Kennebunkport; es ist der einzige Wagen der BCC, der heute noch existiert.
Gegen Ende des 19. Jahrhunderts ging der Bedarf an neuen Straßenbahnen zurück, sodass die BCC damit begann, Karosserien für die Locomobile Company in Bridgeport, Connecticut herzustellen. Anfang 1903 wurde das Unternehmen in die neugegründete Southern Car Company überführt und beendete damit seine eigene Geschäftstätigkeit.